# おりはた駅
おりはた駅（おりはたえき）は、山形県南陽市漆山にある山形鉄道フラワー長井線の駅である。

## 歴史
- 1959年（昭和34年）6月1日：西宮内駅として開業[1]。
- 1987年（昭和62年）4月1日：国鉄分割民営化に伴い、JR東日本の駅となる[1]。
- 1988年（昭和63年）10月25日：山形鉄道へ移管、おりはた駅に改称[1][2]。
- 2022年（令和4年）11月3日：駅舎がリニューアルされ、除幕式が行われる[3][4]。

## 駅構造
単式ホーム1面1線の地上駅。ホーム上に待合室がある。
2022年（令和4年）に待合室外壁をサイディングボードで補強し、鶴の恩返しをイメージして絵が描かれた。また、待合室内も南陽市立漆山小学校の児童が鶴の恩返しの場面を描いた絵が展示されている。

## 利用状況
1日平均乗車人員は下記の通りである。
| 乗車人員推移 | 乗車人員推移     |
| 年度         | 一日平均乗車人員 |
| ------------ | ---------------- |
| 1997         | 73               |
| 1998         | 73               |
| 1999         | 70               |
| 2000         | 70               |
| 2001         | 66               |
| 2002         | 65               |
| 2003         | 61               |
| 2004         | 61               |
| 2005         | 58               |
| 2006         | 55               |
| 2007         | 53               |
| 2008         | 49               |
| 2009         | 45               |
| 2010         | 47               |
| 2011         | 46               |
| 2012         | 44               |
| 2013         | 40               |
| 2014         | 39               |
| 2015         | 37               |
| 2016         | 37               |
| 2017         | 36               |

## 駅周辺
- 国道113号
- 宮内漆山郵便局
- 西工業団地
- 南陽市立漆山小学校
- 夕鶴の里資料館
- 鶴布山珍蔵寺
- 織機川（駅名の由来となった）

## 隣の駅
山形鉄道
■フラワー長井線
宮内駅 - おりはた駅 - 梨郷駅